# International Association for the Properties of Water and Steam
Die International Association for the Properties of Water and Steam (IAPWS, ehemals IAPS) ist ein internationaler Verband von 12 nationalen Organisationen, die sich der Erforschung der Eigenschaften des Wassers und dessen Dampfes verschrieben haben. Im Zentrum stehen dabei die thermodynamischen Eigenschaften bei hohen Temperaturen. 
Die Ziele der IAPWS sind:
- Bereitstellung international anerkannter Formulierungen für die Eigenschaften von Leicht- und Schwerdampf, Wasser und ausgewählten wässrigen Lösungen für wissenschaftliche und industrielle Anwendungen.
- Bereitstellung von technischen Leitlinien, die durch internationalen Expertenkonsens gewonnen wurden, zu Kreislaufchemie und -technologie für Dampfkraft-Kreisläufe in fossilen und kombinierten Anlagen und anderen industriellen Anwendungen.
- Definition des Forschungsbedarfs und Förderung und Koordinierung der Forschung zu Dampf, Wasser und ausgewählten wässrigen Systemen, die in thermischen Energiezyklen wichtig sind.
- Erfassung und Auswertung der resultierenden Daten sowie Kommunikation und Verbreitung der Ergebnisse.
- Bereitstellung eines internationalen Forums für den Austausch von Erfahrungen, Ideen und Forschungsergebnissen zu wässrigen Hochtemperaturmedien.

Derzeitige Mitglieder sind Großbritannien und Irland, Kanada, die Tschechische Republik, Deutschland, Japan, Neuseeland, Russland, Skandinavien (Dänemark, Finnland, Norwegen, Schweden) und die Vereinigten Staaten sowie assoziierte Mitglieder Argentinien und Brasilien, Australien, China, Ägypten, Frankreich, Griechenland, Italien und die Schweiz.
Der Verband gliedert sich in vier Arbeitsgruppen und ist Veranstalter der „International Conference on the Properties of Water and Steam“, die alle vier oder fünf Jahre an wechselnden Orten ausgerichtet wird. Im Jahr 2004 war dies die 14. Konferenz mit dem Tagungsort Kyōto, im Jahr 2008 die 15. Konferenz in Berlin, 2013 die 16. Konferenz in London und im Jahr 2018 die 17. Konferenz in Prag.